# Reichswehrministerium
Reichswehrministerium var Tysklands försvarsministerium från 1919 till 1945. Från 1935 benämndes det Reichskriegsministerium.

## Chefer
- Gustav Noske: 1919–1920
- Otto Gessler: 1920–1928
- Wilhelm Groener: 1928–1932
- Kurt von Schleicher: 1932–1933
- Werner von Blomberg: 1933–1938
- Wilhelm Keitel: 1938–1945